# Krates von Mallos
Krates von Mallos (auch Krates von Pergamon; griech. Κράτης ὁ Μαλλώτης, Krátēs ho Mallṓtēs; * wohl in Mallos; † um 145 v. Chr.) war ein antiker Philosoph aus Kilikien und einer der angesehensten griechischen Grammatiker des 2. Jahrhunderts v. Chr. Er war Vertreter der Stoa und gründete in Pergamon eine eigene Schule, die zu der alexandrinischen des Aristarchos in grundsätzlichem Gegensatz stand sowohl hinsichtlich der grammatischen Auffassung der Sprache als auch in der Homer-Interpretation.

## Leben und Werke
Um 167 v. Chr. (andere Quellen geben 169 oder 170 an) ging Krates als Gesandter des Königs Attalos II. von Pergamon nach Rom und hielt dort Vorträge, die den ersten Anstoß zu grammatischen Studien in Rom gaben. Wahrscheinlich starb er um 145.
Von seinen zahlreichen Schriften, von denen eine umfangreiche kritische Exegese Homers wohl das Hauptwerk war, sind nur die Titel und dürftige Fragmente erhalten.

## Weltbild

Schematische Darstellung des kratetischen Weltbildes mit bewohnbaren (grün) und unbewohnbaren (grau) Zonen.

Krates beschäftigte sich auch mit der Kugelgestalt der Erde. Seine These von einem viergeteilten Globus prägte die antike und abendländische Vorstellungswelt bis ins ausgehende Mittelalter. Demnach gliedert sich die Erde in fünf Klimazonen, von denen die beiden Polarregionen zu kalt, die Äquatorzone zu heiß für Menschen sind. Bewohnbar sind lediglich zwei gemäßigte Zonen. Die vier Kontinente entstehen durch die sich in rechtem Winkel schneidenden Weltozeane, von denen der eine sich rings um den Äquator erstreckt, der andere als Meridian die Pole verbindet.
Die bekannte Weltgegend (Asien, Afrika und Europa) bezeichnet Krates als Ökumene und den eventuell über den Atlantik erreichbaren Kontinent als Periökumene. Die wegen des äquatorialen Hitzegürtels unerreichbaren Weltteile sind die Antökumene und der Antichthonenkontinent. Krates erkannte auch, dass die Jahreszeiten auf der Südhalbkugel denen der Nordhalbkugel entgegensetzt sein müssen.
Nach römischen Quellen soll Krates um 150 v. Chr. den ersten Globus gebaut haben.